# Fierbinţi-Târg
Fierbinți-Târg er en by i distriktet Ialomița i Muntenien, Rumænien. Byen administrerer tre landsbyer: Fierbinții de Jos, Fierbinții de Sus og Grecii de Jos. Byen har 4.620 (2021) indbyggere.
Kommunen ligger i den vestlige del af amtet og grænser op til distriktet  Ilfov. Den ligger 27,6 km fra Urziceni og 44,8 km fra Bukarest.
Las Fierbinți, en af Rumæniens mest kendte tv-serier, er optaget i byen.

## Beliggenhed
Fierbinți-Târg ligger i udkanten af Bărăgan-sletten - en del af den Rumænske slette - på højre bred af floden Ialomița. Distriktets hovedstad Slobozia ligger ca. 80 km mod øst, og delstatshovedstaden Bukarest ca. 35 km mod sydvest.